# O Único e a Sua Propriedade
O único e a sua propriedade (em alemão:  Der Einzige und sein Eigenthum, também traduzido como O Indivíduo e sua Propriedade ou O Ego e o seu próprio) é uma obra filosófica do escritor  alemão Max Stirner (1806-1856). Apresenta uma crítica pós-hegeliana do cristianismo e da moralidade tradicional por um lado; e, por outro lado, humanismo, utilitarismo, liberalismo e grande parte do então florescente movimento socialista, defendendo, em vez disso, um egoísmo amoral (embora, o que é importante, não inerentemente imoral ou anti-social). É considerada uma grande influência no desenvolvimento do anarquismo, existencialismo, niilismo e pós-modernismo.
Em 2010, John F. Welsh cunhou a expressão “egoísmo dialético” para os pensamentos de Stirner expressos nesta obra, a fim de enfatizar a distinção entre as conotações negativas e pejorativas e o uso cotidiano comum do egoísmo.
Este trabalho foi publicado pela primeira vez em 1845, embora com uma data de publicação declarada de "1844" para confundir os censores prussianos.

## Conteúdo

### Primeira parte
A primeira parte do texto começa traçando uma estrutura dialética tripartite baseada nas etapas da vida do indivíduo (infância, juventude e idade adulta). No primeiro estágio realista, as crianças são restringidas por forças materiais externas. Ao chegar à fase da juventude, elas começam a aprender como superar essas restrições pelo que Stirner chama de “autodescoberta da mente”. No entanto, no estágio idealista, um jovem agora é escravizado por forças internas como consciência, razão e outros “fantasmas” ou “ideias fixas” da mente (incluindo religião, nacionalismo e outras ideologias). O estágio final, “egoísmo”, é a segunda autodescoberta, na qual a pessoa se torna autoconsciente de si mesma como algo mais do que sua mente ou corpo.
Ao longo do livro, Stirner aplica essa estrutura dialética à história humana. A primeira parte é uma crítica sustentada dos primeiros dois períodos da história humana e, especialmente, do fracasso do mundo moderno em escapar dos modos religiosos de pensamento. A análise de Stirner se opõe à crença de que os indivíduos modernos são progressivamente mais livres do que seus predecessores. Stirner vê os modernos como sendo possuídos por forças ideológicas como o cristianismo e as ideologias do estado-nação moderno.
A crítica de Stirner a uma visão progressista da história é parte de seu ataque às filosofias dos hegelianos de esquerda, especialmente a de Ludwig Feuerbach. Stirner vê a filosofia de Feuerbach como meramente uma continuação das formas religiosas de pensar. Feuerbach argumentou que o Cristianismo estava errado ao tomar as qualidades humanas e projetá-las em um Deus transcendente. Mas, de acordo com Stirner, a filosofia de Feuerbach, embora rejeitasse um Deus, deixou as qualidades cristãs intactas. Feuerbach pegou um conjunto de qualidades humanas e deificou-as, tornando-as a única visão prescritiva da humanidade. Isso se tornou apenas mais uma religião para Stirner, uma “mudança de mestres” sobre o indivíduo. Stirner critica outros hegelianos de esquerda por estabelecerem uma concepção da natureza humana essencial como uma meta a ser alcançada em vez de uma que já foi alcançada. Assim, enquanto liberais como Arnold Ruge encontraram a essência do humano na cidadania, e liberais sociais como Moses Hess no trabalho, todos eles cometeram um erro semelhante ao ossificar uma “essência” do humano e divinizá-la. Para Stirner, a “natureza humana” não pode fornecer nenhuma receita sobre como alguém deve viver, já que não precisa se tornar sua natureza, mas em vez disso, ele já é (“Sua natureza é, de uma vez por todas, humana; você é humano naturezas, seres humanos. Mas, só porque você já é, você ainda não precisa se tornar assim“).

### Segunda parte
A segunda parte é centrada na possibilidade de liberdade das formas ideológicas atuais de pensar por meio de um egoísmo filosófico robusto. O egoísmo de Stirner está centrado no que ele chama de Eigenheit (“Autopropriedade” ou autonomia). Esta “autopropriedade” é uma característica de um estágio mais avançado do desenvolvimento humano pessoal e histórico. É a base para nossa visão de mundo.
O egoísmo de Stirner é um egoísmo psicológico descritivo, embora ele diferencie entre egoísmo consciente e involuntário. Stirner não defende o egoísmo estreito de um “homem sensual”: “Egoísmo […] no sentido cristão, significa algo assim: Eu olho apenas para ver se algo é útil para mim como um homem sensual. Mas é sensualidade então, toda a minha própria identidade? Estou em meus próprios sentidos quando estou entregue à sensualidade?“

Stirner formula a crítica ao Estado com base na sua herança de Deus, mas não se opõe principalmente ao Estado:
“Por exemplo, quando ele escreve: ‘portanto, nós dois, o Estado e eu somos inimigos. Eu, o egoísta, não tenho no coração o bem-estar desta sociedade humana’ Eu não sacrifico nada a ela, eu apenas o utilizo; mas para ser capaz de utilizá-lo, antes o transformo em minha propriedade e em minha criatura; isto é, eu o aniquilo e formo em seu lugar a União dos Egoístas’, parece-me que ele não está aqui afirmando que quer destruir literalmente o Estado como uma instituição, mas como uma ideia, um princípio sagrado. Do contrário, de que adiantaria procurar utilizar a ‘sociedade humana’ do Estado, se se pretende aboli-la? Você não pode usar algo que não existe mais.”

Na verdade, o próprio Stirner confirma isso quando afirma “somente quando o Estado entra em contato com sua própria individualidade é que o egoísta tem algum interesse ativo nisso. Se a condição do Estado não pesa sobre o estudioso, ele deve se ocupar com ele porque é seu “dever mais sagrado”? Enquanto o Estado fizer de acordo com seus desejos, que necessidade ele terá de tirar os olhos dos estudos? “ Aqui Stirner está tratando o Estado como um mero instrumento, não como um “princípio governante”.
Mais adiante na segunda parte, Stirner descarta o conceito de liberdade e o substitui por poder e propriedade. No capítulo “Meu poder”, Stirner explora o conceito de direitos humanos e sua subsequente separação inerente de si mesmo: “O direito de“ todos ”é ir antes do meu direito.”
No capítulo “Minha auto-satisfação”, Stirner discute o anseio e a “vida verdadeira”, descartando ambos, preferindo um homem “não-buscador”: “Só quando estiver certo de mim mesmo, e não mais procurando por mim mesmo, estou realmente minha propriedade; eu me possuo, portanto eu me uso e me divirto.” Um homem é “chamado” para nada, e não tem “vocação”, nem “destino”, tão pouco quanto uma planta ou animal tem um “ chamando.” Além disso, ele argumenta que“ [o] verdadeiro homem não reside no futuro, um objeto de desejo, mas mente, existente e real, no presente”.

## Estilo e estrutura
Stirner cita repetidamente Johann Wolfgang von Goethe, Friedrich Schiller e Bruno Bauer, supondo que os leitores estejam familiarizados com suas obras. Ele também parafraseia e faz jogos de palavras e piadas sobre formulações encontradas nas obras de Hegel, bem como nas obras de seus contemporâneos, como Ludwig Feuerbach. Isso pode tornar o livro mais exigente para os leitores contemporâneos.

## Intenção
Stirner afirmou sua própria “doutrina” do auto-interesse de ser uma verdade universal ou ponto de vista estabelecido, e compara seu livro a uma escada que você joga fora depois de subir, metáfora presente na obra de Ludwig Wittgenstein.
Não escrevo por amor aos homens? Não, eu escrevo porque eu quero adquirir para os meus pensamentos uma existência no mundo, e, mesmo se eu pudesse prever que esses pensamentos iriam privá-lo de seu repouso e sua paz, e mesmo se eu visse  as guerras mais sangrentas e a queda de muitas gerações surgindo a partir deste pensamento – Eu mesmo assim espalharia eles. Faça com ele o que você quer e pode, que eu não vou me incomodar. Você talvez só terá problemas, combate e morra por eles, muito poucos vão ficar alegres com isso.

## Confusão dos censores
He who destroyes a good Booke, kills reason it selfe, exposição de 1955 pela Biblioteca da Universidade de Kansas observou o seguinte sobre a publicação inicial do livro:
Sua franca adoção do Anarquismo individualista levou ao anúncio, não inesperado, nos jornais da Saxônia que o livro tinha sido imediatamente confiscado em Leipzig. Ansioso para não ficar atrás a Prússia proibiu o livro. Posteriormente, Berlim recebeu a notícia mais precisa: o livro não tinha sido proibido na Saxônia. Na verdade, o exagero de proibir o livro foi considerado em Dresden como o melhor antídoto. Os pequenos Estados da Alemanha seguiram uma  das duas linhas, muitas vezes com grande dificuldade devido à escassez de exemplares para examinar.